# Johan Croneman
Johan Ola Croneman, född 25 februari 1955 i Sankt Johannes församling i Norrköping, är en svensk journalist och författare. Han är filmrecensent och tv-krönikör i Dagens Nyheter.  
Johan Croneman skriver även mer personliga krönikor med fokus på sin papparoll i Icakuriren. Han har även skrivit om detta i ett längre reportage för tidskriften Fokus. Han har varit chefredaktör för Nöjesguiden. Han var värd för Sommar i P1 tisdagen den 24 juni 2014.
Hösten 2020 utkom hans självbiografiska roman Jag är olyckligt här (Mondial förlag) där han öppet talar om sitt alkohol- och spelberoende.
Han har varit gift med film- och tv-producenten Anna Croneman.